# Bordereau des prix unitaires
Pour les articles homonymes, voir BPU.
Un bordereau des prix unitaires (sigle : BPU) est un document principalement utilisé dans les marchés à bons de commande, listant les prix unitaires relatifs à chaque produit ou élément d'ouvrage prévu par le cahier des clauses techniques particulières (CCTP).